# Acanthaster
Acanthaster (лат.) — распространённый род крупных ядовитых морских звезд, единственный род семейства Acanthasteridae. Обитают на коралловых рифах Индо-Тихоокеанского региона.
Виды этого рода вносят вклад в деградацию коралловых рифов, в больших количествах поедая живых коралловых полипов.

## Виды
На ноябрь 2023 в род включают следующие виды:
- Acanthaster benziei Worheide, Kaltenbacher, Cowan & Haszprunar, 2022
- Acanthaster brevispinus Fisher, 1917
- Acanthaster mauritiensis de Loriol, 1885
- Терновый венец[4][5] (Acanthaster planci) (Linnaeus, 1758)